# Steele (Dakota del Norte)
Steele es una ciudad ubicada en el condado de Kidder en el estado estadounidense de Dakota del Norte. En el censo de 2010 tenía una población de 715 habitantes y una densidad poblacional de 486,03 personas por km².

## Geografía
Steele se encuentra ubicada en las coordenadas 46°51′21″N 99°55′3″O / 46.85583, -99.91750. Según la Oficina del Censo de los Estados Unidos, Steele tiene una superficie total de 1.47 km², de la cual 1.47 km² corresponden a tierra firme y (0%) 0 km² es agua.

## Demografía
Según el censo de 2010, había 715 personas residiendo en Steele. La densidad de población era de 486,03 hab./km². De los 715 habitantes, Steele estaba compuesto por el 95.94% blancos, el 0.7% eran afroamericanos, el 0.28% eran amerindios, el 2.1% eran asiáticos, el 0% eran isleños del Pacífico, el 0.7% eran de otras razas y el 0.28% pertenecían a dos o más razas. Del total de la población el 1.54% eran hispanos o latinos de cualquier raza.